# سوپر لیگ کشورهای مستقل مشترک‌المنافع
سوپر لیگ کشورهای مستقل مشترک‌المنافع یک اصطلاح عمومی است که به لیگ فوتبال پیشنهادی برای تیم‌های کشورهای مشترک‌المنافع، عمدتا روسیه و اوکراین داده می‌شود. تصور می‌شود که این ایده الهام گرفته از لیگ هاکی قاره‌ای باشد. والری گازائف رئیس کمیته مسئول لیگ متحد بود.

## تاریخچه
در سال ۲۰۱۲ یوفا به لیگ بی‌نی چراغ سبز نشان داد، یک بخش برتر لیگ زنان که شامل تیم‌هایی از بلژیک و هلند می‌شد. یوگنی گینر، رئیس زسکا مسکو اظهار داشت که او معتقد است که این بدان معنی است که یوفا گفته است که اجازه خواهد داد که مسابقات قهرمانی متحد شوند.
اسپانسر لیگ، گازپروم بود. گازپروم مالک تیم فرامرزی لیگ هاکی قاره‌ای یعنی اس‌کی‌ای سن پترزبورگ و تیم لیگ برتر روسیه یعنی زنیت سن پترزبورگ بود.
۱۴ باشگاه از ۱۶ باشگاه در لیگ برتر روسیه و یک باشگاه اوکراینی در جلساتی شرکت کرده‌اند تا درباره شکل گیری رقابت‌های جدید گفتگو کنند. تایمز گزارش داده است که شاختار دونتسک و دینامو کی‌یف اوکراین و باته بوریسف بلاروس ممکن است به این پیشنهاد علاقه‌مند باشند.
احمد گروزنی در جلسات شرکت نکرد و خیدر آلخانف، معاون آنها، این پیشنهاد را یک "طرح دیوانه" توصیف کرد و پیشنهاد کرد که این پیشنهاد بی‌احترامی به تیم‌هایی است که از باشگاه‌های بزرگتر عقب خواهند ماند.
سپ بلاتر، رئیس فیفا، با این پیشنهاد مخالف است و آن را "غیرممکن" می‌خواند. وی همچنین گفت که «این برخلاف اصول فیفا است، بنابراین فیفا هرگز از چنین ایده‌ای حمایت نمی‌کند» و «ما هرگز در مرزهای لیگ‌های ملی تجدیدنظر نخواهیم کرد».
سرانجام، این پروژه در اکتبر ۲۰۱۵ کنسل شد.

## صفحه‌های مشابه
جام اتحاد